# James Anthony Pawelczyk
James Anthony Pawelczyk dr. (Buffalo, New York, 1960. szeptember 20. –) amerikai tudós, űrhajós.

## Életpálya
1982-ben az University of Rochester keretében biológiából és pszichológiából szerzett diplomát. 1985-ben a Pennsylvania State University keretében biológiából (élettan) doktorált (Ph.D.). 1989-ben az University of North Texas keretében (fiziológiából és kineziológiából) megvédte doktori diplomáját. 1990-ben Koppenhágában meghívott professzor. 1992-től az University of Texas Southwestern Medical Center tudományos munkatársa. 1992-1995 között az Autonomic and Exercise Physiology Laboratories, Institute for Exercise and Environmental Medicine, Presbyterian Hospital igazgatója. 1992-1995 között az University of Texas Southwestern Medical Center tudományos biomérnöke. 1994-től a NASA Young Investigator Award keretében program előkészítő. A kutatási program egy része kettő Shuttle–Mir küldetésen is szerepelt. 1995-től az Associate Professor of Physiology and Kinesiology, Penn State University egyetemi docens.
1996. április 4-től a Lyndon B. Johnson Űrközpontban részesült űrhajóskiképzésben. Egy űrszolgálata alatt összesen 15 napot, 21 órát, 50 percet és 58 másodpercet (382 órát) töltött a világűrben. Űrhajós pályafutását 1998. május 3-án fejezte be. 2003-ban az amerikai Szenátus illetékes Bizottsága meghallgatta, hogy szükséges-e a Nemzetközi Űrállomás üzemeltetése.

## Űrrepülések
STS–90, a Columbia űrrepülőgép 25. repülésének Neurolab specialistája. A Spacelab mikrogravitációs laboratóriumban hat űrügynökség és hét amerikai kutató intézet által összeállított kutatási, kísérleti és anyagelőállítási küldetését végezték. Kilenc ország 31 programját teljesítették. A legénység 12 órás váltásokban végezte feladatát. Egy űrszolgálata alatt összesen 15 napot, 21 órát és 50 percet (382 óra) töltött a világűrben. 10 000 000 kilométert (6 200 000 mérföldet) repült, 256 alkalommal kerülte meg a Földet.